# Fußball bei den Zentralamerika- und Karibikspielen

Fußball gehört bei den Zentralamerika- und Karibikspielen zu den Sportarten, die seit 1930 ständig im Programm der Spiele waren. Teilnehmer waren die Fußballnationalmannschaften der in der FIFA organisierten Verbände der CONCACAF aus Mittelamerika und der Karibik, Mexiko und einigen Ländern aus dem Norden Südamerikas. Das Turnier wird alle vier Jahre ausgetragen. Ein Turnier im Frauenfußball fand bisher nicht statt. Seit dem Turnier der Spiele 1990 galt für die Männerteams, analog der Regelung beim olympischen Fußballturnier, eine Altersbeschränkung von 23, 1993 und 1998 von 20 und ab 2002 von 21 Jahren.

## Die Turniere der Männer

### Überblick
| Jahr         | Gastgeber                               | Finale                   | Finale              | Finale                   | Spiel um Bronze          | Spiel um Bronze     | Spiel um Bronze         |
| Jahr         | Gastgeber                               | Gold                     | Ergebnis            | Silber                   | Bronze                   | Ergebnis            | 4. Platz                |
| ------------ | --------------------------------------- | ------------------------ | ------------------- | ------------------------ | ------------------------ | ------------------- | ----------------------- |
| 1930 Details | Havanna (Kuba)                          | Kuba                     | Ligasystem          | Costa Rica               | Honduras                 | Ligasystem          | El Salvador             |
| 1935 Details | San Salvador (El Salvador)              | Mexiko                   | Ligasystem          | Costa Rica               | El Salvador              | Ligasystem          | Kuba                    |
| 1938 Details | Panama-Stadt (Panama)                   | Mexiko                   | Ligasystem          | Costa Rica               | Kolumbien                | Ligasystem          | El Salvador             |
| 1946 Details | Barranquilla (Kolumbien)                | Kolumbien                | Ligasystem          | Panama                   | Niederländische Antillen | Ligasystem          | Costa Rica              |
| 1950 Details | Guatemala-Stadt (Guatemala)             | Niederländische Antillen | Ligasystem          | Guatemala                | Honduras                 | Ligasystem          | El Salvador             |
| 1954 Details | Mexiko-Stadt (Mexiko)                   | El Salvador              | Ligasystem          | Mexiko                   | Kolumbien                | Ligasystem          | Panama                  |
| 1959 Details | Caracas (Venezuela)                     | Mexiko                   | Ligasystem          | Niederländische Antillen | Venezuela                | Ligasystem          | Panama                  |
| 1962 Details | Kingston (Jamaika)                      | Niederländische Antillen | Ligasystem          | Mexiko                   | Venezuela                | Ligasystem          | Jamaika                 |
| 1966 Details | San Juan (Puerto Rico)                  | Mexiko                   | Ligasystem          | Niederländische Antillen | Kuba                     | Ligasystem          | El Salvador             |
| 1970 Details | Panama-Stadt (Panama)                   | Kuba                     | Ligasystem          | Niederländische Antillen | Kolumbien                | Ligasystem          | Venezuela               |
| 1974 Details | Santo Domingo (Dominikanische Republik) | Kuba                     | 1:1 n. V. 3:0 i. E. | Trinidad und Tobago      | Bermuda                  | 3:0                 | Mexiko                  |
| 1978 Details | Medellín (Kolumbien)                    | Kuba                     | 2:0 n. V.           | Venezuela                | Bermuda                  | 3:0                 | Mexiko                  |
| 1982 Details | Havanna (Kuba)                          | Venezuela                | 1:0                 | Mexiko                   | Kuba                     | 2:1                 | Bermuda                 |
| 1986 Details | Santo Domingo (Dominikanische Republik) | Kuba                     | 1:0 n. V. 4:2 i. E. | Honduras                 | Mexiko                   | 2:1                 | Dominikanische Republik |
| 1990 Details | Mexiko-Stadt (Mexiko)                   | Mexiko                   | 3:0                 | Venezuela                | Costa Rica               | 2:1                 | Kuba                    |
| 1993 Details | Ponce (Puerto Rico)                     | Costa Rica               | 2:0                 | Mexiko                   | Jamaika                  | 3:1                 | Kuba                    |
| 1998 Details | Maracaibo (Venezuela)                   | Venezuela                | 3:1                 | Mexiko                   | Costa Rica               | 6:1                 | Trinidad und Tobago     |
| 2002 Details | San Salvador (El Salvador)              | El Salvador              | 1:1 n. V. 5:3 i. E. | Mexiko                   | Costa Rica               | 0:0 n. V. 4:1 i. E. | Haiti                   |
| 2006 Details | Cartagena (Kolumbien)                   | Kolumbien                | 2:1                 | Venezuela                | Costa Rica               | 1:0                 | Honduras                |
| 2010 Details | Mayagüez (Puerto Rico)                  | Turnier abgesagt         | Turnier abgesagt    | Turnier abgesagt         | Turnier abgesagt         | Turnier abgesagt    | Turnier abgesagt        |
| 2014 Details | Veracruz (Mexiko)                       | Mexiko                   | 4:1                 | Venezuela                | Kuba                     | 3:1 n. V.           | Honduras                |
| 2018 Details | Barranquilla (Kolumbien)                | Kolumbien                | 2:1                 | Venezuela                | Honduras                 | 3:0                 | Haiti                   |
| 2023 Details | El Salvador (San Salvador)              |                          |                     |                          |                          |                     |                         |

### Medaillenspiegel
nach 21 Turnieren
| Rang | Land                     | Goldmedaille | Silbermedaille | Bronzemedaille | Gesamt |
| ---- | ------------------------ | ------------ | -------------- | -------------- | ------ |
| 1    | Mexiko                   | 6            | 6              | 1              | 12     |
| 2    | Kuba                     | 5            |                | 3              | 8      |
| 3    | Kolumbien                | 3            |                | 2*             | 6      |
| 4    | Venezuela                | 2            | 5              | 2              | 9      |
| 5    | Niederländische Antillen | 2            | 3              | 1              | 6      |
| 6    | El Salvador              | 2            |                | 1              | 3      |
| 7    | Costa Rica               | 1            | 3              | 4              | 8      |
| 8    | Honduras                 |              | 1              | 3              | 4      |
| 9    | Panama                   |              | 1              |                | 1      |
|      | Guatemala                |              | 1              |                | 1      |
|      | Trinidad und Tobago      |              | 1              |                | 1      |
| 12   | Bermuda                  |              |                | 2              | 2      |
| 13   | Jamaika                  |              |                | 1              | 1      |

* Kolumbien wurde 1970 aufgrund des Einsatzes von Profispielern die Bronzemedaille aberkannt.

## Die Turniere der Frauen

### Überblick
| Jahr         | Gastgeber                  | Finale    | Finale     | Finale              | Spiel um Bronze | Spiel um Bronze | Spiel um Bronze     |
| Jahr         | Gastgeber                  | Gold      | Ergebnis   | Silber              | Bronze          | Ergebnis        | 4. Platz            |
| ------------ | -------------------------- | --------- | ---------- | ------------------- | --------------- | --------------- | ------------------- |
| 2010 Details | Mayagüez (Puerto Rico)     | Venezuela | Ligasystem | Trinidad und Tobago | Guatemala       | Ligasystem      | Haiti               |
| 2014 Details | Veracruz (Mexiko)          | Mexiko    | 2:0        | Kolumbien           | Costa Rica      | 3:2             | Venezuela           |
| 2018 Details | Barranquilla (Kolumbien)   | Mexiko    | 3:1        | Costa Rica          | Venezuela       | 1:0             | Trinidad und Tobago |
| 2023 Details | El Salvador (San Salvador) |           |            |                     |                 |                 |                     |

### Medaillenspiegel
nach 3 Turnieren
| Rang | Land                | Goldmedaille | Silbermedaille | Bronzemedaille | Gesamt |
| ---- | ------------------- | ------------ | -------------- | -------------- | ------ |
| 1    | Mexiko              | 2            |                |                | 2      |
| 2    | Venezuela           | 1            |                | 1              | 2      |
| 3    | Costa Rica          |              | 1              | 1              | 2      |
| 4    | Kolumbien           |              | 1              |                | 1      |
|      | Trinidad und Tobago |              | 1              |                | 1      |
| 6    | Guatemala           |              |                | 1              | 1      |